# Omicidio di Els Van Doren
L'omicidio di Els Van Doren, noto anche come omicidio del paracadute, è stato un caso di cronaca belga. L'imputata, l'insegnante di scuola elementare e paracadutista amatoriale Els "Babs" Clottemans, è stata dichiarata colpevole di omicidio per aver sabotato i paracaduti di un'altra donna, la collega paracadutista Els Van Doren, a causa di una disputa amorosa.

## Contesto
Els Van Doren, al momento dei fatti, aveva trentotto anni, aveva due figli ed era sposata con un gioielliere di Anversa. Faceva parte di un club di paracadutismo e Van Doren era una paracadutista esperta con 2.300 salti registrati.
Els Clottemans era un'insegnante ventiseienne, a sua volta membro del club di paracadutismo. Lei e Van Doren erano amiche e, dal momento che condividevano lo stesso nome di battesimo, su suggerimento di Van Doren, Clottemans venne soprannominata "Babs" dagli altri soci del club, così da non fare confusione.
Van Doren iniziò a intraprendere una relazione extraconiugale con Marcel Somers, un altro membro del club di paracadutismo. Apparentemente all'insaputa di Van Doren, Somers aveva una relazione anche con Clottemans. Il 10 novembre 2006, una settimana prima dell'omicidio, Clottemans si andò a casa di Somers a Eindhoven per dormire con lui come consueto, ma dovette stabilirsi su un materasso sul pavimento al piano di sotto in quanto Van Doren si presentò inaspettatamente per rimanere la notte.

## L'omicidio
Il 18 novembre 2006, dodici membri del club di paracadutismo a cui appartenevano Van Doren, Somers e Clottemans si alzarono in volo sopra le Fiandre per un salto; Van Doren, Clottemans, Somers e un altro uomo avrebbero dovuto tenersi per mano in un "quartetto" prima di separarsi durante la caduta e aprire i rispettivi paracaduti.
Durante la caduta, entrambi i paracaduti di Van Doren non si aprirono; l'evento fu catturato da una telecamera montata sul casco della donna, che cadde da un'altezza di oltre 3,2 km e atterrò mortalmente in un giardino nella città di Opglabbeek. Indagando sull'accaduto, la polizia stabilì che non si era trattato di un incidente, in quanto il paracadute principale e di scorta erano stati manomessi.

## Indagine
Inizialmente il caso era interamente indiziario, poiché l'accusa non offrì quasi nessuna prova forense al processo, sebbene parte del crimine fosse stato filmato dalla telecamera del casco della stessa Van Doren: in esso, si vede la donna saltare dall'aereo tenendosi per mano a mezz'aria con Clottemans, Somers e un altro uomo; il quartetto si divide a circa 1.400 metri e subito dopo Van Doren cerca freneticamente di aprire il paracadute principale e quello di scorta, senza successo.
Clottemans divenne una sospettata quando tentò il suicidio poco prima di rilasciare una seconda dichiarazione alla polizia, un mese dopo l'incidente. La polizia apprese in seguito che Clottemans avesse avuto una relazione sessuale con Somers. Gli investigatori non furono in grado di stabilire se Van Doren fosse a conoscenza della cosa.
I pubblici ministeri affermarono che Clottemans avesse avuto probabilmente l'opportunità di sabotare il paracadute di Van Doren la settimana prima del salto fatale, quando Clottemans, Van Doren e Somers trascorsero tutto il fine settimana a casa di Somers. Secondo l'accusa, Clottemans avrebbe avuto l'opportunità di tagliare i cavi del paracadute di Van Doren, poiché il paracadute si trovava nell'appartamento, operazione che non dovrebbe aver richiesto più di trenta secondi. Clottemans sarebbe stata motivata dalla gelosia, in quanto sarebbe riuscita a sentire Van Doren e Somers avere un rapporto sessuale attraverso le pareti. Inoltre, il giorno della morte di Van Doren, lei, Clottemans e Somers avrebbero dovuto saltare insieme per creare la formazione a mezz'aria, ma Clottemans si attardò qualche secondo per guardare Van Doren precederla nel lancio.

## Processo
Clottemans fu accusata e arrestata nel gennaio 2007, in seguito rilasciata su cauzione nel 2008. Il processo iniziò il 24 settembre 2010 con la selezione della giuria e si concluse il 20 ottobre 2010 con una condanna. L'interesse dei media per il processo fu così grande che una stanza accanto al tribunale dovette essere utilizzata dai giornalisti per seguire i procedimenti tramite video a distanza.
Dopo l'inizio del processo, Clottemans, che sosteneva la sua innocenza, fu messa sotto sorveglianza per rischio suicidio. Il 22 ottobre 2010, Clottemans fu condannata a trent'anni di prigione; il giudice spiegò di non averle dato l'ergastolo in quanto considerò come attenuante la sua "debole condizione psicologica".
Clottemans fece ricorso contro il verdetto sostenendo di essere stata interrogata dalla polizia senza la presenza del suo avvocato. Il ricorso fu respinto nel maggio 2011.